# Roland Ploeger
Roland Ploeger (* 8. Januar 1928 in Oerlinghausen; † 21. Dezember 2004 in Lübeck) war ein deutscher Komponist, Organist und Musik-Professor.
Ploeger studierte von 1949 bis 1954 an der Musikhochschule in Detmold, unter anderem bei Wilhelm Maler, Erich Thienhaus, Kurt Thomas, Johannes Drießler und Michael Schneider; Schwerpunkte seiner Studien waren Musiktheorie, Komposition und Orgel. Später studierte er in Frankfurt am Main Philosophie, unter anderem bei Theodor W. Adorno.
In dem Zeitraum zwischen 1959 und 1963 war er als freiberuflicher Komponist und Musikkritiker in Hamburg tätig. Im Jahre 1963 begann er seine Tätigkeit als Dozent an der Musikhochschule Lübeck. Dort initiierte er 1964 die Musica-viva-Konzerte, die er auch bis 1975 leitet. 1974 wird er zum Leiter des Institutes für Musikerziehung an der Musikhochschule Lübeck, 1980 erfolgt die Ernennung zum Professor.
In den Jahren 1981 bis 1988 bekleidete er das Amt des Vizepräsidenten der Musikhochschule Lübeck. Auch nach seiner Pensionierung 1993 blieb er bis 1996 als Lehrbeauftragter für Musiktheorie an der Musikhochschule Lübeck tätig.
Im Jahr 2003 erschien anlässlich seines 75. Geburtstages eine Festschrift mit dem Titel Gegen die Zeit, herausgegeben vom Verband Lübecker Komponisten, dem Collegium Musica Nova Lubecensis.
Schüler von ihm sind unter anderem  Kai Wessel und Carsten Borkowski.